# Pimpinella barbata
Pimpinella barbata är en flockblommig växtart som först beskrevs av Dc., och fick sitt nu gällande namn av Pierre Edmond Boissier. Pimpinella barbata ingår i släktet bockrötter, och familjen flockblommiga växter. Inga underarter finns listade i Catalogue of Life.